# L-741,626
L-741,626 je lek koji deluje kao potentan i selektivan antagonist za dopaminki receptor D2. On ima znatnu selektivnost u odnosu na srodne D3 i D4 podtipove i druge receptore. L-741,626 se koristi za laboratorijska istraživanja moždane funkcije. On se pokazao posebno korisnim u razlikovanju D2 posredovanih responsa od onih koji proizvode blisko srodni D3 podtipovi, kao i u studiranju uloga tih podtipova u dejstvu kokaina i amfetamina u mozgu.